# دانشگاه جرج‌تاون
دانشگاه جرج‌تاون (به انگلیسی: Georgetown University) یک دانشگاه تحقیقاتی خصوصی در محله جرج‌تاون در واشینگتن، دی.سی. است که توسط جان کرول در سال ۱۷۸۹ میلادی تحت عنوان کالج جرج‌تاون تأسیس شد. این دانشگاه قدیمی‌ترین مؤسسه آموزش عالی کاتولیک در ایالات متحده است اگرچه بیشتر دانشجویان این دانشگاه اکنون کاتولیک نیستند.
مادلین آلبرایت و بیل کلینتون از استادان این دانشگاه بوده‌اند.
دانشگاه جرج‌تاون در شهر دوحه در قطر نیز شعبه دارد.

## پیشینه
دانشگاه توسط یک اسقف و پدر روحانی به نام «جان کارول» در سال ۱۷۸۹ تأسیس گردید گرچه زمینه شکل‌گیری آن به سال ۱۶۳۴ برمی‌گردد.
در سال های اولیه تأسیس با اینکه دانشگاه با مشکلات مالی فراوان روبه‌رو بود ولی علی‌رغم آن اقدام به بازکردن شعبه‌ای از دانشگاه بعد از جنگ‌ داخلی به رهبری «پاتریک فرانسیس هیلی» نمود.
دانشگاه جرج تاون قدیمیترین دانشگاه‌ «کاتولیک» در آمریکا می‌باشد.

## رشته‌ها
در سال ۲۰۰۹، دانشگاه جرج تاون در رتبه‌بندی دانشگاه‌های آمریکا در رتبه ۲۳ قرار داشت که این دانشگاه را در زمرهٔ دانشگاه‌های برتر آمریکا قرار داده‌است.
دانشگاه جرجتاون در رشته‌های پزشکی و حقوق دارای شهرت بالایی است. کتابخانه حقوق این دانشگاه، پنجمین کتابخانه بزرگ حقوق در آمریکا می‌باشد.
«مرکز تفاهم اسلام و مسیحیت شاهزاده ولید» این دانشگاه توسط الولید بن طلال بن عبد العزیز آل سعود تاسیس شد و از سال ۱۹۹۳ تا اکنون فعال بوده‌است.

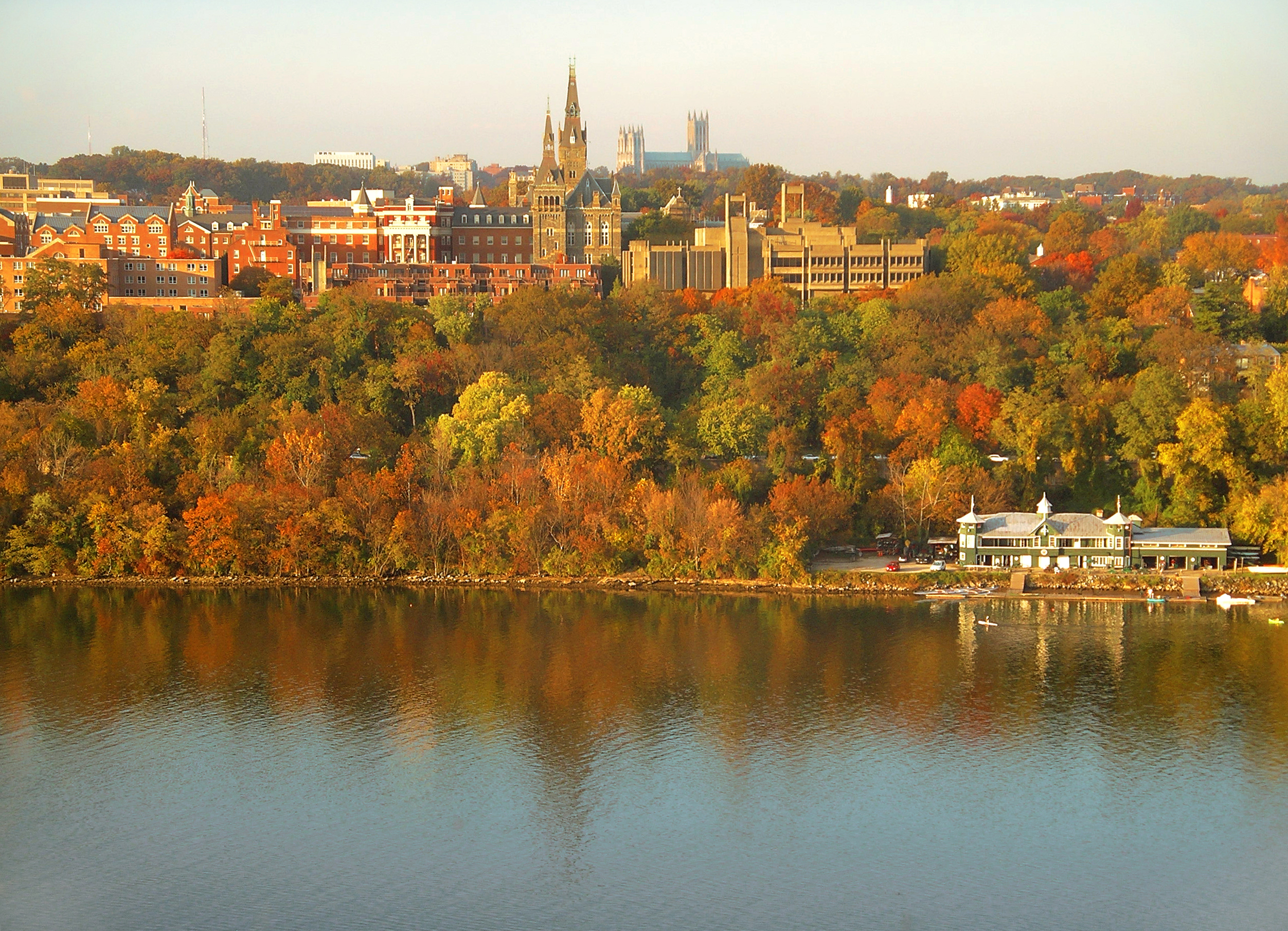
دانشگاه جرج‌تاون و کرانه رودخانه پوتوماک.

## جرج‌تاون و ایرانیان
دانشگاه فردوسی مشهد در دوران پهلوی از نظر علمی و آکادمیک زیر نظر دانشگاه جرج تاون قرار داشت.
زبان و ادبیات فارسی در سطوح پیشرفته در جرج‌تاون تدریس می‌شود و انتشارات دانشگاه نیز کتاب هایی در موضوعات ایرانشناسی به چاپ رسانیده است.
از استادان ایرانی این دانشگاه می‌توان به عبدالکریم سروش، اعظم نیرومند-راد (رئیس گروه پرتوپزشکی بایگانی‌شده  در ۶ مه ۲۰۰۹ توسط Wayback Machine دانشگاه) و نیز محمود فروغی، کوچک‌ترین فرزند محمدعلی فروغی، نام برد.
در میان سخنوران و مهمانان ایرانی این دانشگاه نیز می‌توان به اکبر گنجی و سید حسین نصر اشاره کرد.
صادق قطب‌زاده مدتی دانشجوی این دانشگاه بوده است.

## نگارخانه

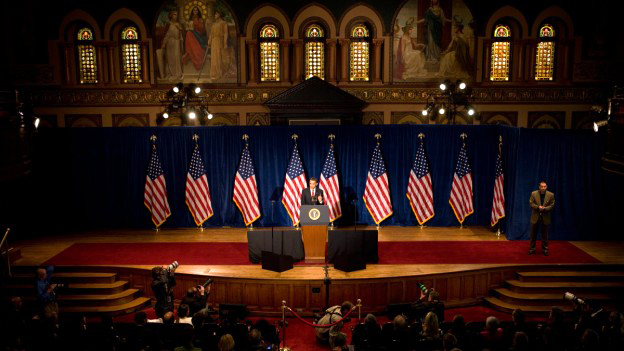
سخنرانی باراک اوباما در دانشگاه
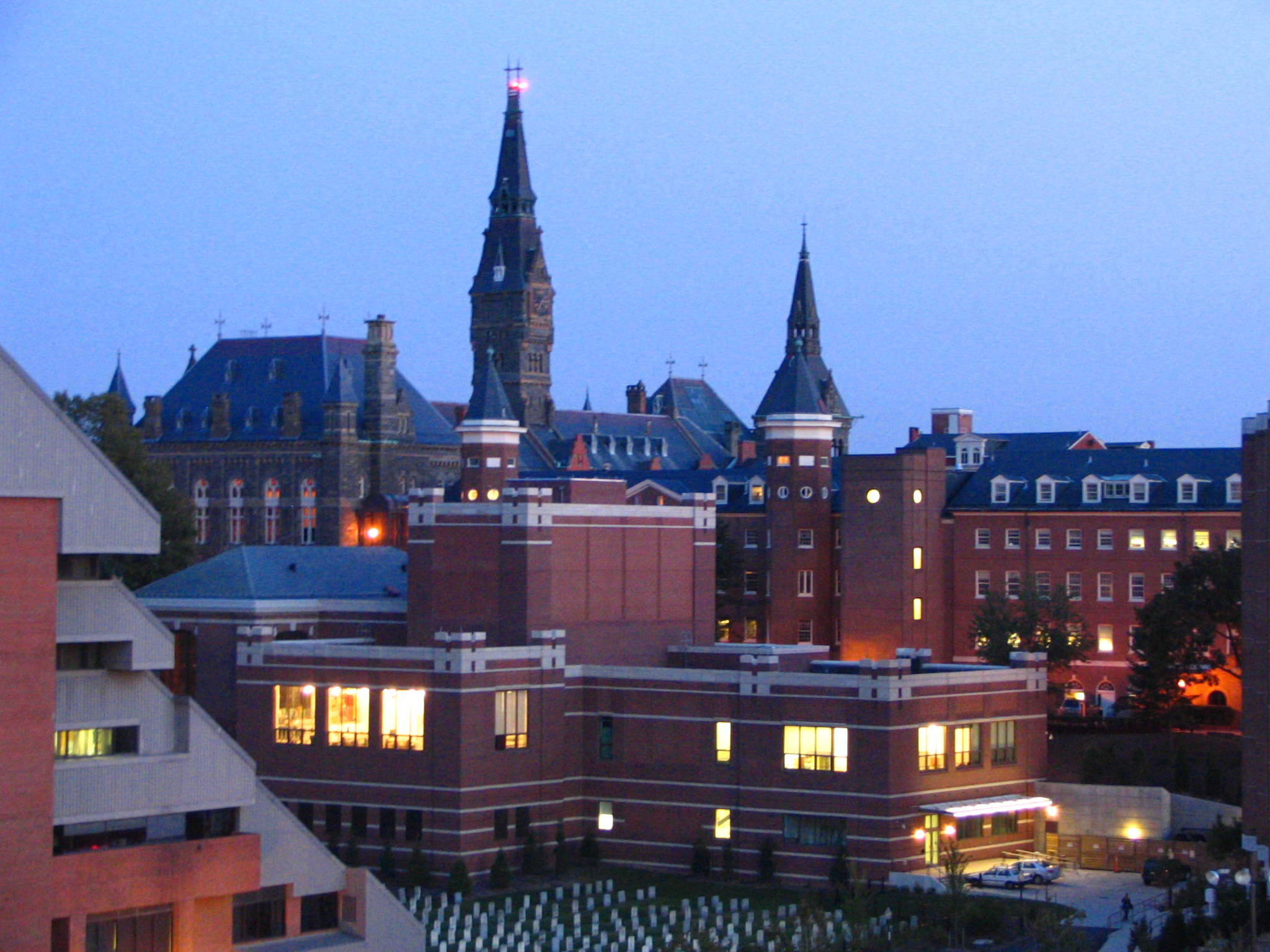
مرکز هنرهای نمایشی دانشگاه
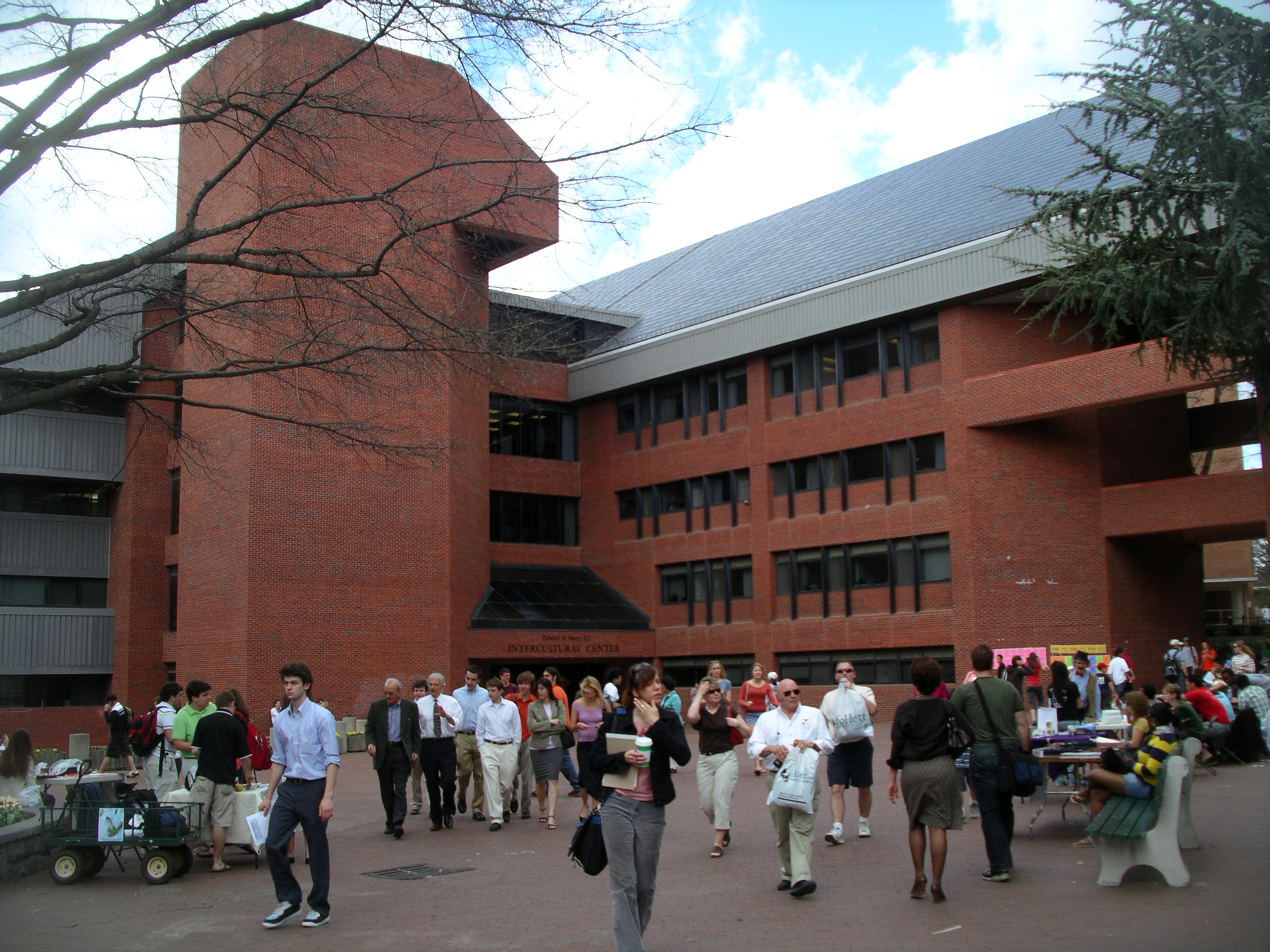
مرکز میان فرهنگی دانشگاه
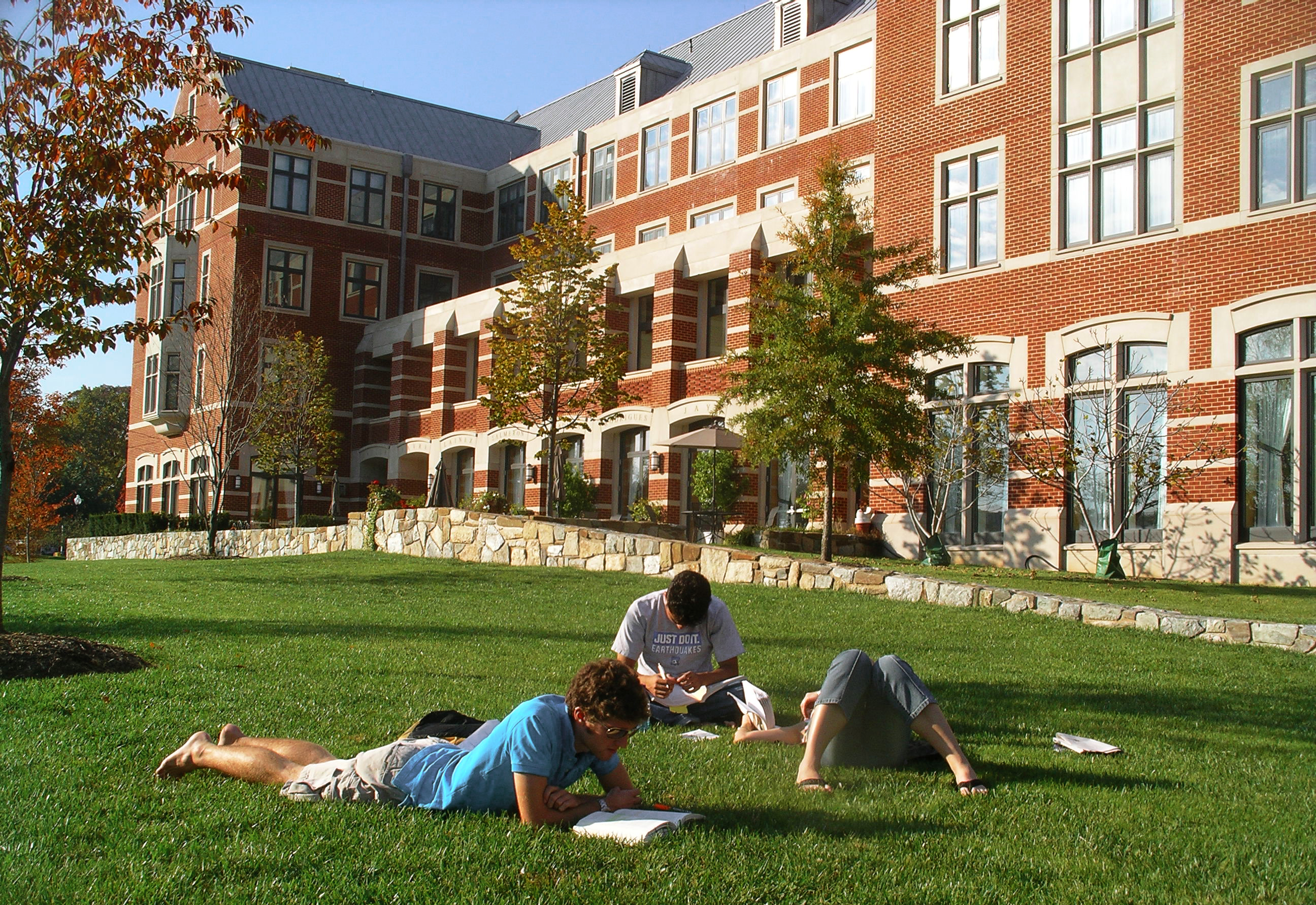
خوابگاه‌های دانشجویی